# Opátka (powiat Koszyce-okolice)
Opátka – wieś (obec) na Słowacji położona w kraju koszyckim, w powiecie Koszyce-okolice.

## Położenie
Leży w głębokiej dolinie potoku o tej samej nazwie, spływającego spod głównego grzbietu Gór Wołowskich na północ, ku zbiornikowi Ružín. Otaczają ją góry należące do Pasma Kojszowskiej Hali.

## Historia
Pierwsze wzmianki o miejscowości pochodzą z roku 1445. Powstała jako osada górników, płuczących w tutejszych potokach złoto i poszukujących w okolicznych górach innych cennych kruszców. W XVIII w. istniał we wsi urząd górniczy. W XIX w. działała tu huta miedzi. Po jej zaniku mieszkańcy zajmowali się głównie pracą w lasach.
W latach II wojny światowej rozwijał się ruch oporu. W czasie słowackiego powstania narodowego w dniach 13. i 17 września 1944 r. w rejonie wsi wylądowała na spadochronach 39-osobowa grupa sowieckich partyzantów kierowana przez A. M. Sadilenkę.
Od lat 60. XX w. Opatká systematycznie wyludniała się. Z czasem powstało jednak w dolinie kilka niewielkich zakładowych ośrodków wypoczynkowych, a za nimi szereg prywatnych domków rekreacyjnych. Obecnie stare chałupy przerabiane są na dacze, a miejscowość przybiera charakter wsi letniskowej.

## Demografia
Według danych z dnia 31 grudnia 2012, wieś zamieszkiwało 97 osób, w tym 48 kobiet i 49 mężczyzn.
W 2001 roku pod względem narodowości i przynależności etnicznej miejscowość zamieszkiwali wyłącznie Słowacy.
Ze względu na wyznawaną religię struktura mieszkańców kształtowała się w 2001 roku następująco:
- Katolicy rzymscy – 89,02%
- Ewangelicy – 1,22%
- Ateiści – 9,76%

## Zabytki
- Kościół katolicki barokowo-klasycystyczny, murowany, z XVIII w.;
- Budynek dyrekcji dawnej huty miedzi, późnobarokowy, a lat1767-1770.